# Victoria Falls Hotel

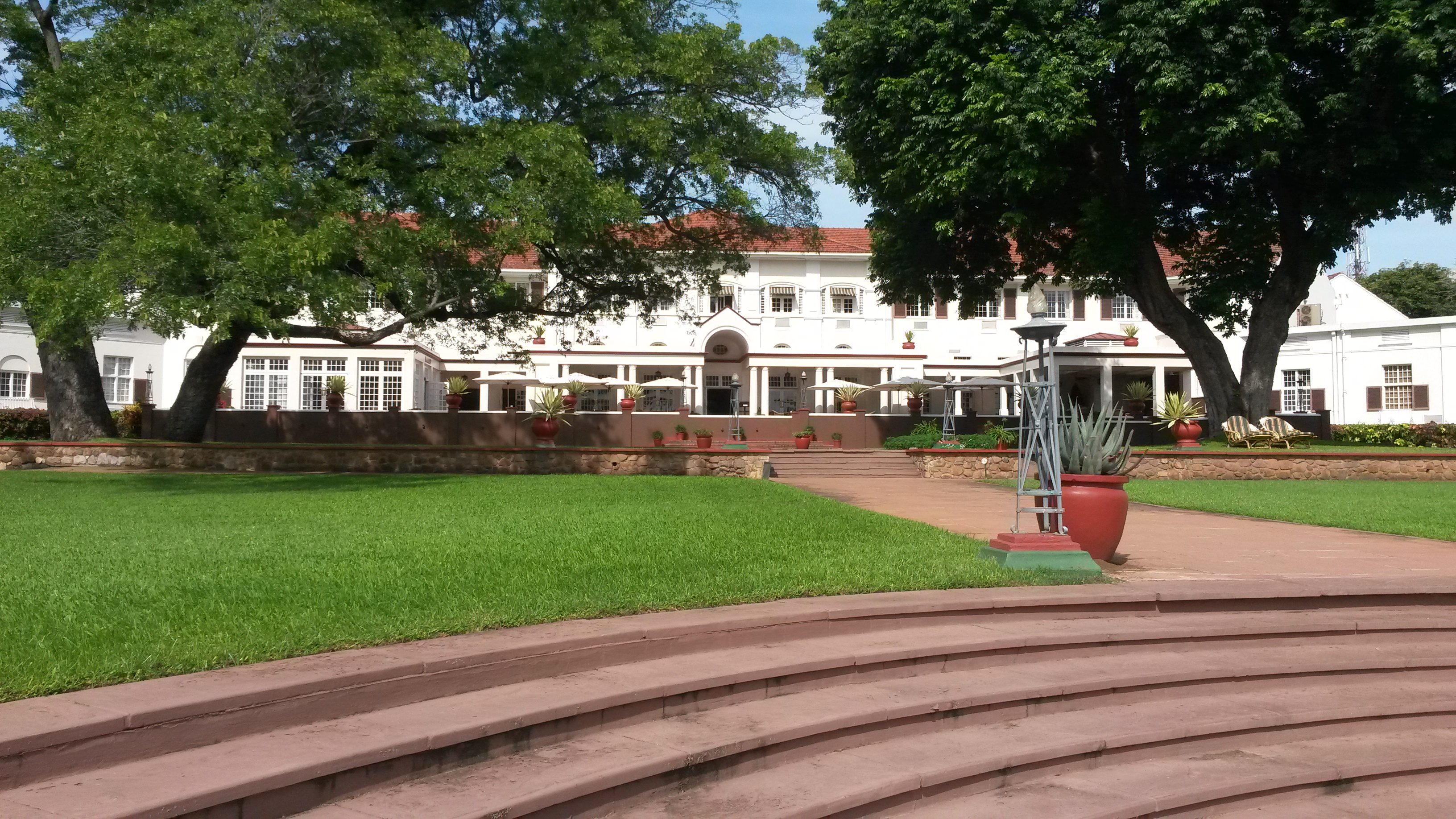
De achterzijde van het Victoria Falls Hotel

Het Victoria Falls Hotel is een hotel in Zimbabwe, met uitzicht op de Victoria Falls bridge die de tweede kloof na de Victoriawatervallen overspant. Het is een historisch hotel dat in 1904 geopend werd als tussenstop op de destijds beoogde Kaap-Caïro-spoorweg.
In 1949 werd hier een conferentie gehouden waarmee de Federatie van Rhodesië en Nyasaland werd gesticht die in 1953 uitgeroepen zou worden. De opheffing van deze federatie zou in 1963 wederom in het hotel plaatsvinden. In 1975 verzorgde het hotel een conferentie waarbij Zimbabwe de onafhankelijkheid uitriep. Deze zou echter plaatsvinden in een treinwagon op de Victoria Falls bridge, precies op de grens met Zambia.